# Torre Mirona (Palamós)
La Torre Mirona és un monument al municipi de Palamós (Baix Empordà) declarat bé cultural d'interès nacional. La torre ha sofert múltiples reformes a partir del moment en què perd la seva funció inicial. Actualment no conserva el coronament de tipus defensiu que ha quedat substituït per una teulada. S'ha perdut la comunicació directa entre planta i planta per mitjà de la trapa. La major part de les obertures són d'època tardana (hi ha una llinda amb data del s. XVIII) i les espitlleres s'han aparedat. En l'última reforma, l'any 1974, es va repicar la façana de ponent.
La torre està adossada a l'extrem nord-oest de la masia. És de planta rectangular atalussada i té una alçada de 12 metres. A les tres plantes de què consta s'hi accedeix per tres portes de la cara est. La façana sud posseeix dues finestres rectangulars i dos finestrals d'arc de mig punt. Al costat nord hi ha quatre espitlleres (dues de rectangulars i dues de quadrades) emmarcades en maó. I a la part oest hi ha tres obertures, una porta d'accés des de l'exterior sobre la qual hi ha dues finestres amb espitllera sota l'ampit i dues de quadrades flanquejant la del tercer pis. Els murs són arrebossats, a excepció de l'oest que està repicat. Actualment la coberta és una teulada a quatre vents de teula àrab.